# Stanovi (Doboj)
Stanovi (szerbül: Станови), település Bosznia-Hercegovinában, a Szerb Köztársaság északi régiójában Doboj községben. 

## Fekvése
A település Bosznia-Hercegovina északi részén, Dobojtól légvonalban 7, közúton 11 km-re északnyugatra, a Krnjin régióban, a Boszna bal oldali mellékvize a Rudanka-patak mentén és a környező dombokon, 200 méteres magasságban található.  Dobojjal az R474a számú helyi út köti össze és áthalad rajta Doboj-Stanari-Kulaši-Prijedor vasútvonal is. Az út és a vasútvonal Krnjint két részre osztják - a déli részt, amely kelet felé egészen Doboj külvárosáig húzódik, Mali Krnjinnek hívják.

## Népessége
| Nemzetiségi csoport | Népesség 1991 | Népesség 2013 |
| ------------------- | ------------- | ------------- |
| Szerb               | 998           | 751           |
| Bosnyák             | 5             | 0             |
| Horvát              | 26            | 16            |
| Jugoszláv           | 20            | 0             |
| Egyéb               | 24            | 6             |
| Összesen            | 1073          | 773           |

## Története
A település 1878-ig tartozott az Oszmán Birodalomhoz, ekkor a berlini kongresszus határozata alapján az Osztrák-Magyar Monarchia része lett. 1879-ben az első osztrák-magyar népszámlálás során a Tešanji járáshoz és Doboj községhez tartozó településnek 48 háztartása és 352 ortodox lakosa volt. 1910-ben a Tesanji járáshoz tartozó településen 113 háztartást, 667 ortodox és 1 muszlim lakost találtak. A monarchia szétesésével 1918-ban előbb a Szerb-Horvát-Szlovén Királyság, majd 1929-től a Jugoszláv Királyság része lett. Az 1929-es törvény értelmében, amikor Bosznia-Hercegovinát négy banovinára, Drinskára, Vrbaskára, Zetskára és Primorskára osztották, a település a Vrbaska banovina része lett, amelynek székhelye Banja Luka volt.
A második világháborúban Jugoszlávia megszállása után a Független Horvát Állam (NDH) része lett. A második világháború után 1992-ig a település a szocialista Jugoszlávia keretében a Bosznia-Hercegovinai Népköztársaság része volt. A boszniai háborút lezáró daytoni békeszerződés rendelkezése alapján az ország területét felosztották a Bosznia-hercegovinai Föderáció és a boszniai Szerb Köztársaság között. A település a Szerb Köztársaság és Doboj község része lett.

## Nevezetességei
A Keresztelő Szent János Születésének tiszteletére szentelt ortodox temploma. A templom a falu központjában található. Gyönyörű templom, melyet teljes egészében freskók díszítenek. A templom mellett van egy gyertyagyújtó helyiség, valamint egy szép és gondozott udvar a templomkapuval. A templom méretei 18x9 méter. Építése 1984-ben kezdődött Sava Krivokapić doboji építész tervei szerint. Az alapokat Vasilije, Zvornik-Tuzla püspöke szentelte fel 1985-ben. A templomot 1987. július 19-én szentelte fel Vaszilje érsek, több püspök – Danilo budai, Vaszilij szerémségi, Jefrem banja lukai és Nikanor hvostani főpásztorok segédletével. Az ikonosztáz ismeretlen mester alkotása, az ikonokat az újvidéki Nikola Riđički festette élénk színekkel. A templomot Nikola Lubardić belgrádi diakónus festette ki élénk színekkel 1999 és 2001 között.